# سیارک ۴۶۲۲
سیارک ۴۶۲۲ (به انگلیسی: 4622 Solovjova، نامگذاری:1979WE2) چهار هزار و ششصد و بیست و دومین سیارک کشف شده‌است که در ۱۶ نوامبر ۱۹۷۹ کشف شد.
قدر مطلق سیارک برابر ۱۲٫۳۰ است.